# Olympische Sommerspiele 2016/Teilnehmer (Tschad)
| Gelbes Symbol für Goldmedaillen mit stilisierten Olympischen Ringen | Graues Symbol für Silbermedaillen mit stilisierten Olympischen Ringen | Braundes Symbol für Bronzemedaillen mit stilisierten Olympischen Ringen |
| ------------------------------------------------------------------- | --------------------------------------------------------------------- | ----------------------------------------------------------------------- |
| —                                                                   | —                                                                     | —                                                                       |

Tschad nahm in Rio de Janeiro an den Olympischen Spielen 2016 teil. Es war die insgesamt zwölfte Teilnahme an Olympischen Sommerspielen. 

## Teilnehmer nach Sportart

### Leichtathletik
Laufen und Gehen
| Athleten         | Wettbewerb | Vorlauf              | Vorlauf              | Halbfinale    | Halbfinale    | Finale        | Finale        | Rang |
| Athleten         | Wettbewerb | Zeit                 | Rang                 | Zeit          | Rang          | Zeit          | Rang          | Rang |
| ---------------- | ---------- | -------------------- | -------------------- | ------------- | ------------- | ------------- | ------------- | ---- |
| Frauen           |            |                      |                      |               |               |               |               |      |
| Bibiro Ali Taher | 5000 m     | Rennen nicht beendet | Rennen nicht beendet | ausgeschieden | ausgeschieden | ausgeschieden | ausgeschieden | –    |
| Männer           |            |                      |                      |               |               |               |               |      |
| Bachir Mahamat   | 400 m      | 48,59 s              | 48                   | ausgeschieden | ausgeschieden | ausgeschieden | ausgeschieden | 48   |